# نماها (آلبوم)
نماها  (به انگلیسی: Views) آلبومی از هنرمند اهل کانادا دریک است که در سال ۲۰۱۶ میلادی منتشر شد.
این آلبوم در چارت‌های اسکاتلند، نروژ، استرالیا، آمریکا، دانمارک، نیوزلند، ، در رتبه اول و در چارت‌های فرانسه، ایرلند، هلند، فنلاند، سوئد، فلاندرز، سوئیس، پرتغال جزو ده آلبوم اول قرار گرفت.